# Back to Basics: Live and Down Under
Back to Basics: Live and Down Under es un DVD de disco doble que contiene los mejores momentos del concierto Back To Basics Tour de la cantante estadounidense Christina Aguilera en la ciudad de Sídney, Australia los días 24 y 25 de julio de 2007. 

## Lanzamiento

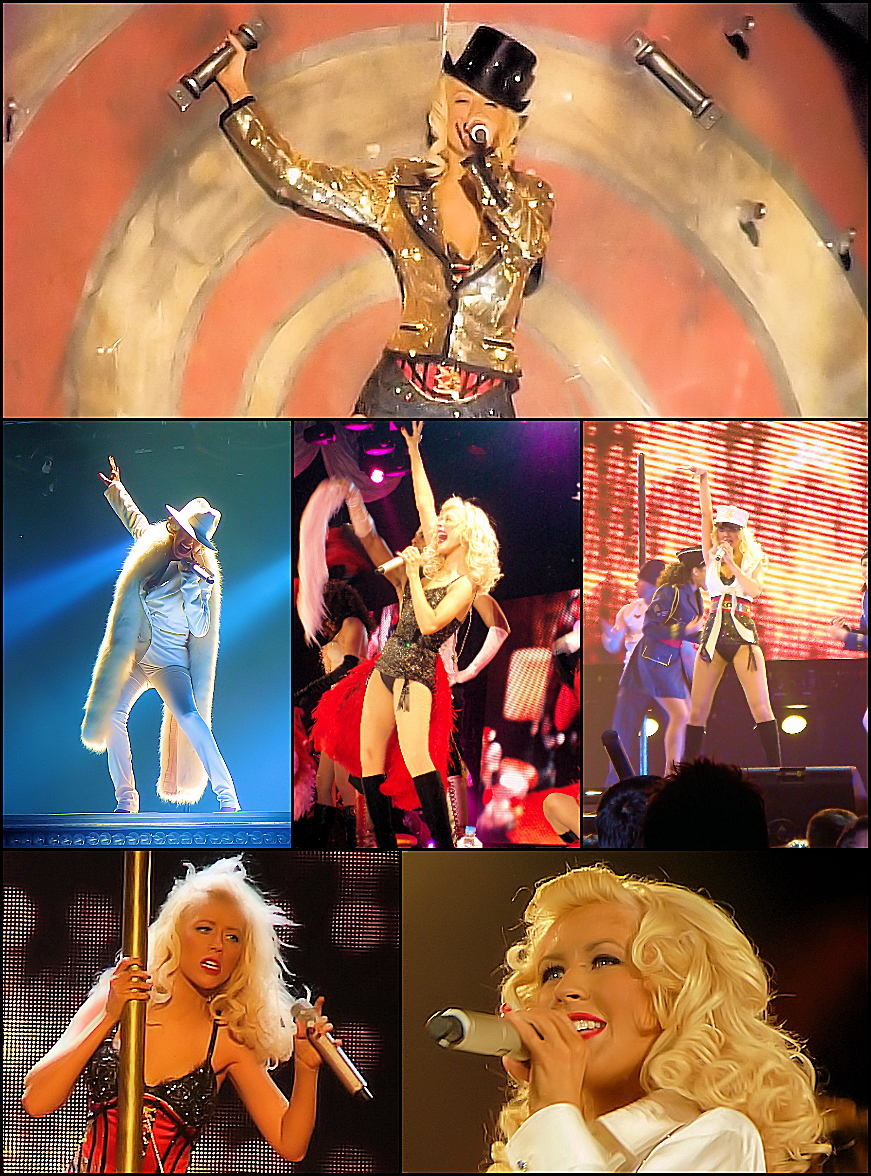
Varias escenas de Christina Aguilera interpretando algunos de sus éxitos.

Su Lanzamiento fue el 4 de febrero en el Reino Unido y el 5 de febrero en Estados Unidos, con una firma de autógrafos que brindó a más de 300 mil fanes que compraron el nuevo material.
En Colombia, este DVD (que consta de un solo disco) apareció en «discotiendas» el 3 de febrero, y más tarde su lanzamiento en el resto de Latinoamérica y otras partes del mundo.
Durante su primera semana ha demostrado ser un éxito, debutando en la primera posición del conteo semanal de ventas de DVD musicales publicado por Billboard
- En televisión ya se ha mostrado un avance de lo que será el material del DVD por medio del canal 4 de UK que tenía la exclusiva de mostrar parte del DVD antes de su lanzamiento, contando este avance con 9 canciones.

- Otro Especial del DVD se estrenó este 26 de enero por el Canal VH1 de Estados Unidos Incluyendo el tema Understand y el video completo de Back to Basics (Intro).

- El 29 de agosto se estrenará en toda Latinoamérica el concierto grabado en Australia via la cadena HBO Plus.

## El Show

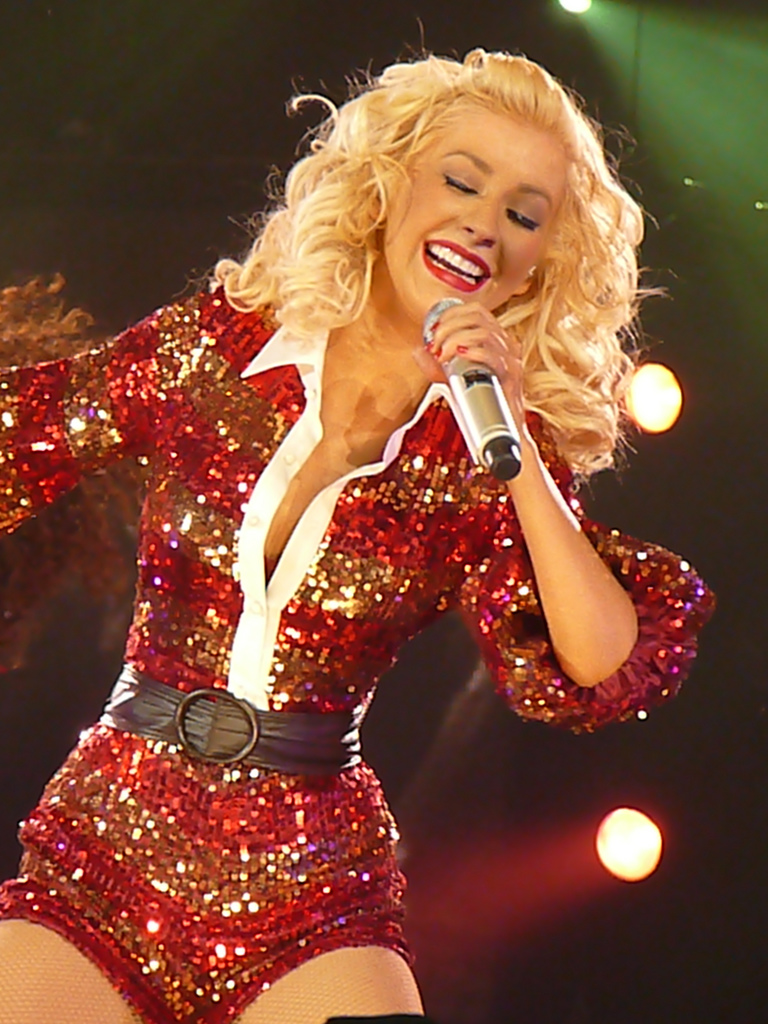
Christina Aguilera durante el Back to Basics Tour en marzo de 2007.

Back to Basics: Live & Down Under empieza con el video del intro del disco, Back to Basics, para posteriormente comenzar con la aparición de Christina en el escenario del Acer Arena de Australia para comenzar a dar la primera nota del sencillo principal del disco, Ain't No Other Man, en el cual se presenta con traje de Chaqueta y pantalón al estilo de los años 60 completamente blanco más un sombrero del mismo tono bajando desde una escalera luminosa para después continuar con la segunda canción del DVD, Back In The Day en el cual se presenta con el mismo traje, solo que esta vez sin la chaqueta ni el sombrero y canta junto a sus coristas y músicos desplazándose por todo el escenario. siguiente de esa canción se presenta Undertand, la balada más potente del álbum, en el cual se presenta también de blanco para interpretar el tema, seguido lo acompaña su éxito de su álbum debut Come On Over pero esta vez, Christina, volvió a modificar el tema como lo hizo con Stripped Tour, pero esta vez la dejó en versión jazz, haciéndola una versión interesante y bastante original, al terminar Come On Over comienza inmediatamente Slow Down Baby el Cuarto Single, el cual se presenta con una microfalda bien provocadora y sexy para continuar con Still Dirrty, canción que asegura que ella aún sigue sucia para terminar la primera parte del tour con su medley de esta canción más Can't Hold Us Down, canción más significativa para la mujer en el álbum Stripped.
Entre la primera y segunda parte del DVD, se muestra el Interludio con la canción I Got Trouble, mostrando un video muy sensual de Christina y ocupando videos del Cancelled Summer Tour de Christina.
En la segunda parte Christina Aparece con un traje rojo brillante sobre un piano interpretando Makes Me Wanna Pray, donde la cantante nos muestra todo su potencial vocal, después de esa canción viene What a Girl Wants, la cual también modificó, pero esta vez en versión reggae, la cual nos muestra un sonido fresco y original, posterior para terminar nos muestra en Quinto Single más significativo de Christina Oh Mother, una canción muy personal el cual se refiere al maltrato que recibió su madre por parte del padre biológico de Christina.
Ahora el escenario Circense se apodera completamente de Australia, malabaristas, trapecistas, tragafuegos, es lo que nos ofrece la Canción Enter The Circus, una presentación digna de ser admirada, continua con la canción Welcome, donde aparece Christina sobre una tabla redonda dando la bienvenida al gran show nunca antes visto. Continua con el éxito indiscutible de su álbum Stripped, nos referimos a Dirrty modificado también en versión circense, donde aparece Chritina sobre un caballo de feria y sus bailarinas bailando con ella. Sweet, Sugar, Candyman; son las palabras que describen mejor a este sencillo, el tercero de Back to Basics donde aparece la Diva con un traje de marinera e interpretando esta grandiosa interpretación del tema. Nasty Naughty Boy es una canción muy sensual donde un hombre entre el público es elegido para ser torturado por Christina y sus fieles Bailarinas las cuales se mueven sensualmente al ritmo del tema. Después de todo esa ambientación de Circo es hora que la balada retome el Acer Arena, esta vez es el turno de Hurt en donde aparece Christina cantando solitaria con una luna creciente en el cielo, lo cual da una ambientación perfecta. Es hora de los aires de cabaret burlesque para interpretar el Tema Principal de la película Moulin Rouge!, nos referimos a Lady Marmalade donde Christina vuelve a revivir esos momentos en el escenario.
Ahora nos acercamos al final del Show donde aparece Thank You, un video donde aparecen todos los videos de la carrera de Christina, desde Genie in a Bottle, Hasta Candyman y con imágenes de fanes alrededor del mundo agradeciéndole a Christina.
Beautiful se apodera del Tour Ahora, la poderosa balada ganadora del Grammy, es cantada por Christina y por los fanes para finalmente cerrar el show con su tema Fighter, con un completo desplazamiento de los bailarines y de Christina para finalmente despedirse de sus fanes de Australia con un público que desata toda su energía mediante ovaciones y gritos.

## Contenido del DVD
Disco 1: Concierto en vivo
1. Intro: Back To Basics (interludio de vídeo)
2. Ain't No Other Man
3. Back In The Day
4. Understand
5. Come On Over
6. Slow Down Baby
7. Medley: Still Dirrty / Can't Hold Us Down
8. I Got Trouble (interludio de vídeo)
9. Makes Me Wanna Pray
10. What a Girl Wants
11. Oh Mother
12. Enter The Circus (interludio de vídeo)
13. Welcome
14. Dirrty
15. Candyman
16. Nasty Naughty Boy
17. Hurt
18. Lady Marmalade
19. Thank You (Dedicado a los Fans) (interludio de vídeo)
20. Beautiful
21. Fighter

Disco 2: Contenido Extra
1. Detrás de escena
2. Comentarios de Christina
3. Intervenciones de:

- Bailarines
- Simone Harouche
- Maquillaje: Stephen Sollitto
- Músicos
- Coristas
- Director musical: Rob Lewis
- Jordan Bratman
- Christina Aguilera

## Charts and certification
| Chart                            | Provider(s) | Peak position | Certification | Sales/ shipments  |
| -------------------------------- | ----------- | ------------- | ------------- | ----------------- |
| Australian Music DVD Chart       | ARIA        | 1             | 5x Platino    | 75,000            |
| Austrian Music DVD Chart         | IFPI        | 2             |               |                   |
| Belgium Flanders Music DVD Chart | IFPI        | 1             | Platino       | 5,000             |
| Belgium Wallonia Music DVD Chart | IFPI        | 5             | Platino       | 5,000             |
| Brazil Music DVD Chart           | ABPD        | 1             | Platino       | 10,000            |
| Czech Republic Music DVD Chart   | IFPI        | 2             |               |                   |
| Dutch Music DVD Chart            | NVPI        | 2             |               |                   |
| Estonian Music DVD Chart         | IFPI        | 1             | Platino       | 5,000             |
| French Music DVD Chart           | SNEP/IFOP   | 2             | Platino       | 25,000            |
| German Music DVD Chart           | Mediabase   | 1             | Oro           | 157,000           |
| Greek Music DVD Chart            | IFPI        | 1             |               |                   |
| Irish Music DVD Chart            | IRMA        | 7             |               |                   |
| Italian Music DVD Chart          | FIMI        | 6             | Oro           | 4,000             |
| Japanese Music DVD Chart         | Oricon      | 1             | 2x Platino    | 40,000            |
| Mexico Music DVD Chart           | AMPROFON    | 1             | Platino       | 20,000            |
| New Zealand Music DVD Chart      | RIANZ       | 1             | 2x Platino    | 3,000             |
| Portugal Music DVD Chart         | AFP         | 19            |               |                   |
| Spanish Music DVD Chart          | Promusicae  | 7             |               |                   |
| Swedish Music DVD Chart          | IFPI        | 2             |               |                   |
| UK Music DVD Chart               | BPI         | 1             | 3x Platino    | 100,000           |
| USA Music DVD Chart              | RIAA        | 1             | 2x Platino    | 247,000 (+25,000) |